# Baia de Aramă
Baia de Aramă (ungarisch Arámabánya) ist eine Kleinstadt im Kreis Mehedinți in Rumänien.

## Lage
Baia de Aramă liegt in der  Kleinen Walachei, an der Südostseite des Mehedinți-Gebirges, ein Gebirgszug der Retezat-Godeanu-Gebirgsgruppe. Die Kreishauptstadt Drobeta Turnu Severin befindet sich etwa 45 km südlich. Die Kleinstadt verfügt über keinen Bahnanschluss. Durch die Stadt verläuft die Nationalstraße Drum național 67D nach Târgu Jiu. Hierher bestehen regelmäßige Busverbindungen.

## Geschichte
Das Gebiet der heutigen Stadt ist seit langer Zeit besiedelt. Schon Skythen und Römer schürften in den umliegenden Bergen nach Kupfer. Westlich des Ortes wurden einige dakische Münzen entdeckt.
1391 – zur Zeit des walachischen Fürsten Mircea cel Bătrân – wurde der heute eingemeindete Ort Bratilovu erstmals urkundlich erwähnt, Baia de Aramă selbst 1518 unter der Bezeichnung Baia. Ende des 17. Jahrhunderts ließ der Fürst Constantin Brâncoveanu ein Kloster errichten, das 1703 fertiggestellt wurde.
Die heutige Ortsbezeichnung Baia de Aramă ist seit 1836 dokumentiert. Wörtlich bedeutet sie etwa „Kupfergrube“. Etwa in dieser Zeit begann in der Umgebung ein intensiver, einige Jahrzehnte anhaltender Abbau von Kupfererz.
Im 19. Jahrhundert wurde der Ort von den Adelsfamilien Hergot und Glogoveni geprägt.
Im Ersten Weltkrieg verloren 57, im Zweiten Weltkrieg 22 Bewohner der heutigen Stadt ihr Leben.
In den Jahren 1951 bis 1968 war Baia de Aramă innerhalb der damaligen Verwaltungseinteilung Rumäniens Sitz eines Rajons. 1968 wurde der Ort zur Stadt erklärt.
Die wichtigsten Erwerbszweige sind die Landwirtschaft (besonders Viehzucht und Obstbau), die Holzgewinnung und der Handel.

## Bevölkerung
Bei der Volkszählung 2002 wurden in der Stadt 5648 Einwohner gezählt, darunter 5524 Rumänen und 122 Roma. Etwa 2200 lebten in Baia de Aramă selbst, die übrigen in den acht eingemeindeten Ortschaften.

## Sehenswürdigkeiten
- ehemaliges Kloster mit Kirche Sf. Voievozi (1699–1703)
- Stadtzentrum (19. Jahrhundert)
- Holzkirche (18. Jahrhundert) im eingemeindeten Ort Negoești
- Holzkirche (1757/1835) im eingemeindeten Ort Brebina
- Talschlucht Cheile Bulbei
- Höhle Peșterea Bulbei

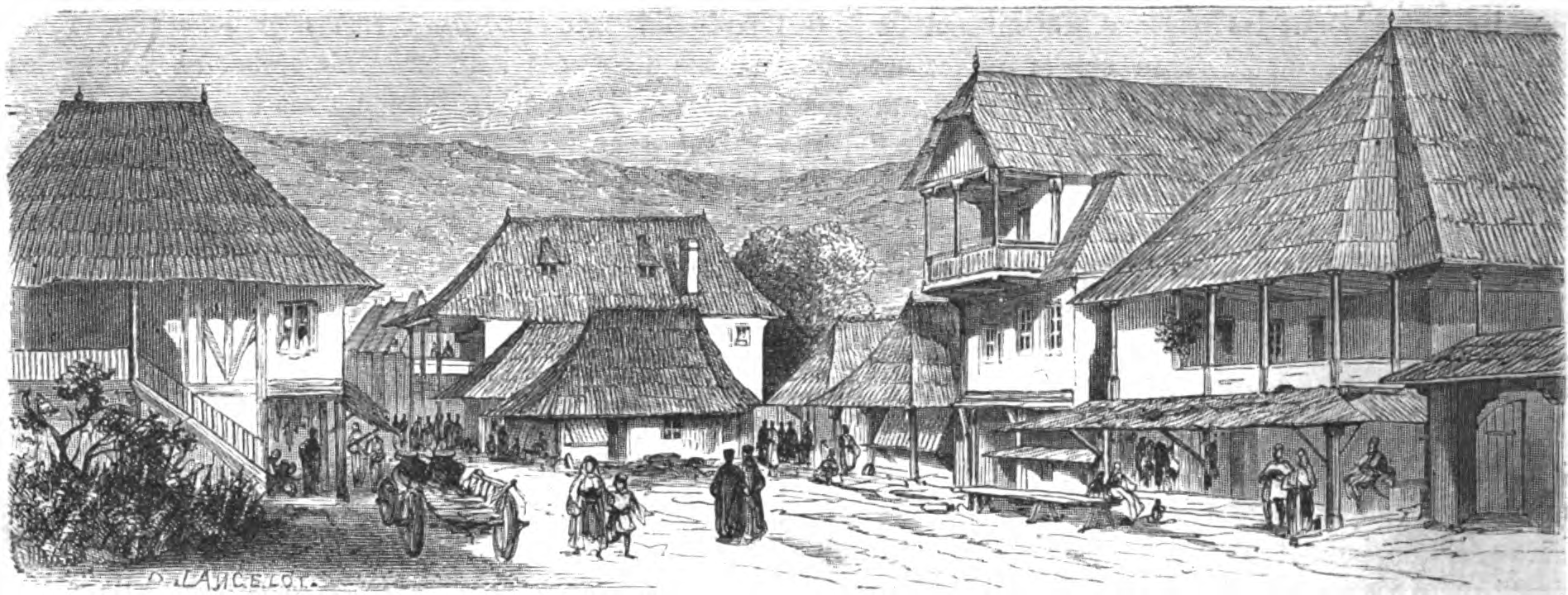
Dieudonné Auguste Lancelot: Baia de Aramă, 1860
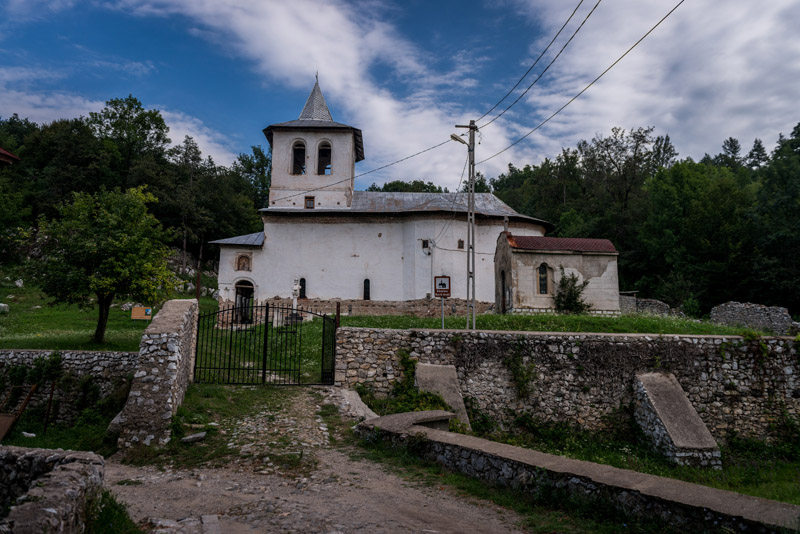
Kirche Sf. Voievozi im ehemaligen Kloster
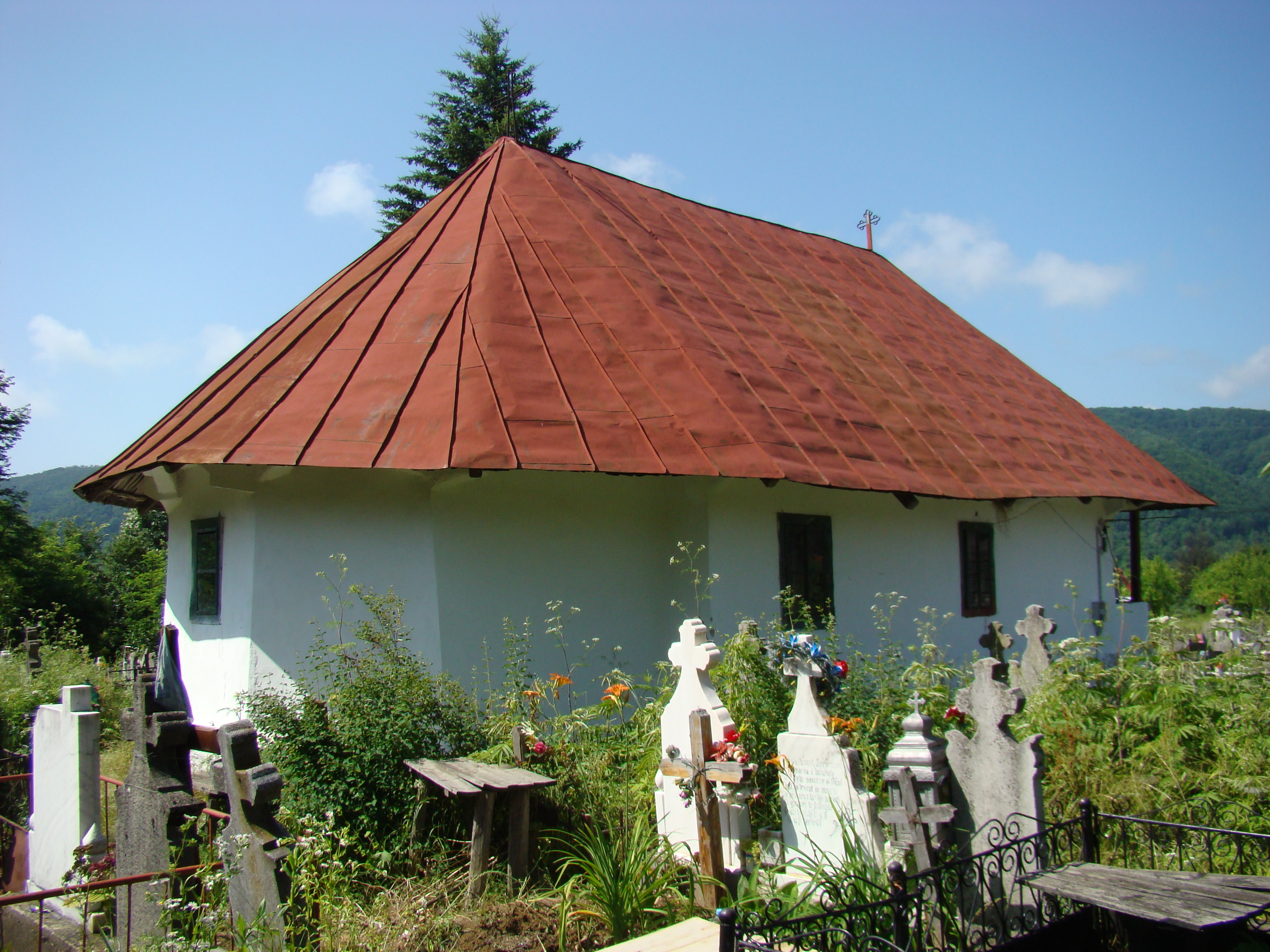
Holzkirche in Negoești
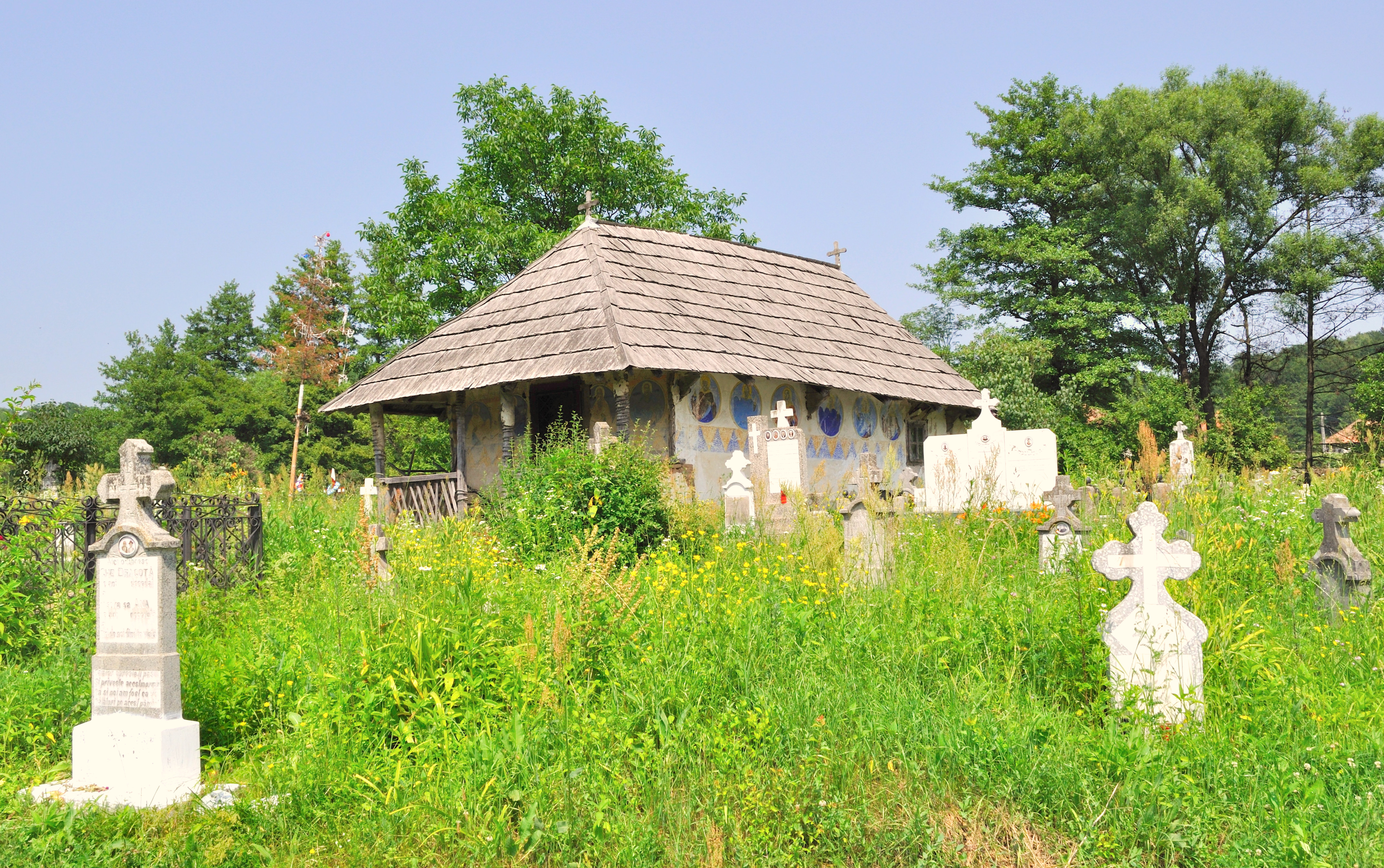
Holzkirche in Brebina

## Söhne und Töchter der Stadt
- Constantin Severin (* 1952), rumänischer Dichter, Journalist und Künstler; Ehrenbürger der Stadt Baia de Aramă[7]